# Twierdzenie Napoleona

Ilustracja Twierdzenia Napoleona

Twierdzenie Napoleona – twierdzenie geometryczne orzekające, że ortocentra trójkątów równobocznych zbudowanych na bokach dowolnego trójkąta są wierzchołkami trójkąta równobocznego.
Tradycyjnie przypisuje się je Napoleonowi Bonaparte, choć nie ma żadnych dowodów na jego wkład w sformułowanie bądź udowodnienie twierdzenia.

## Dowód

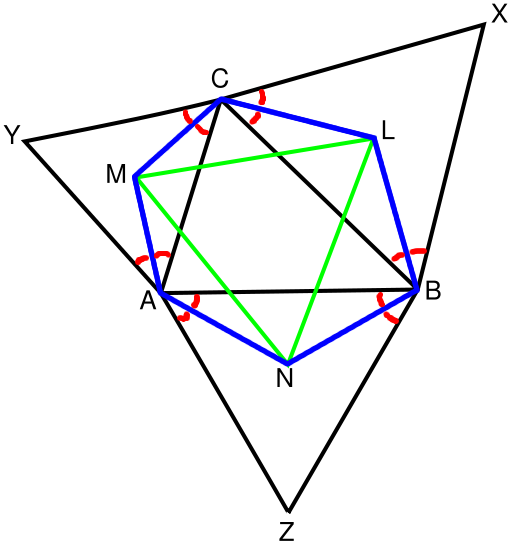
Niebieskie odcinki leżą jednocześnie na wysokościach i dwusiecznych trójkątów równobocznych

Ponieważ trójkąty zbudowane na bokach trójkąta {\displaystyle \triangle ABC} są równoboczne, to kąty zaznaczone na rysunku na czerwono mają miarę 60° oraz
{\displaystyle {\frac {|AM|}{|AC|}}={\frac {|AN|}{|AB|}}={\frac {|CL|}{|BC|}}={\frac {\sqrt {3}}{3}}.}
Stąd
{\displaystyle \sphericalangle MAN=\sphericalangle CAZ.}
Ponieważ
{\displaystyle {\frac {|AM|}{|AC|}}={\frac {|AN|}{|AB|}},}
więc {\displaystyle \triangle AMN} i {\displaystyle \triangle ACZ} są podobne. Zatem
{\displaystyle |MN|=|CZ|\cdot {\frac {\sqrt {3}}{3}}.}
Analogicznie pokazujemy, że {\displaystyle \triangle BLN} i {\displaystyle \triangle BCZ} są podobne, więc
{\displaystyle |LN|=|CZ|\cdot {\frac {\sqrt {3}}{3}}.}
Stąd {\displaystyle |LN|=|MN|.} Analogicznie pokazujemy, że {\displaystyle |LN|=|LM|,} więc {\displaystyle \triangle LMN} jest równoboczny.